# Ethelbert Lort Phillips
Pour les articles homonymes, voir Phillips.
Ethelbert E. Lort Phillips est un naturaliste britannique né en 1857 et mort en 1943.
Ce grand chasseur explore l’est de l’Afrique de 1884 à 1895 et récolte de nombreux spécimens d’histoire naturelle. On lui doit la description de quelques spécimens ornithologiques. George Ernest Shelley (1840-1910) lui dédie en 1885 l’Oenanthe phillipsi.

## Source
- Bo Beolens et Michael Watkins (2003). Whose Bird? Common Bird Names and the People They Commemorate. Yale University Press (New Haven et Londres).
- Deaths. The Times (London, England), Tuesday, Oct 19, 1943; pg. 1; Issue 49680